# パワーレンジャー・RPM
『パワーレンジャー・RPM』(Power Rangers RPM) は、アメリカ合衆国のテレビドラマ。日本の特撮テレビドラマシリーズ「スーパー戦隊シリーズ」の英語版ローカライズ作品「パワーレンジャーシリーズ」の第17シーズン、第15作目にあたる。日本で2008年に放映された「スーパー戦隊シリーズ」第32作『炎神戦隊ゴーオンジャー』をベースとしている。
2009年3月7日から同年12月26日までABC放送で放送された。全32話。

## 概要
原作とは大きく路線を異にするシリアスなストーリーが展開された。そのため、原作の映像流用は難しいと判断され、可能な限り新規撮影が行われている。
同年のパワーレンジャー玩具の売り上げは69億円と低い結果となった。
ディズニーはパワーレンジャーの権利売却を検討しており、サバン・キャピタル・グループが買取を提案したが権利譲渡の手続きに時間が必要なことからパワーレンジャーシリーズの制作は休止となり、本作品終了後の2010年は『マイティ・モーフィン・パワーレンジャー』第1シリーズのデジタルリマスター版を放送。2010年にサバンによる権利買収は完了し、2011年の『パワーレンジャー・サムライ』からシリーズを再開している。また次回作『サムライ』からは作品の放送期間が2年に変更されたため、『パワーレンジャー・ジオ』以来日本の原点の作品から一年遅れで制作する最後のシリーズとなった。
劇中では、『パワーレンジャー・ジャングルフューリー』でレンジャーたちの拠点となったジャングル・カルマ・ピザの別店舗や『パワーレンジャー・オペレーション・オーバードライブ』のレンジャーの装備と思わしき小道具が登場するなど、過去作品との時系列の繋がりを匂わせていたが、後続の『パワーレンジャー・サムライ』のなかで、RPMの世界は従来のパワレンの世界とは異なるパラレルワールドである設定となった。ヴェンジックス軍の残党であるコッグが『サムライ』で従来のパワレン世界に侵攻したことをきっかけに、パワレン世界でもRPM世界の存在やRPMレンジャーの存在が知られた可能性があることが、『パワーレンジャー・メガフォース』の劇中で仄めかされている。

## ストーリー
地球はヴェンジックスというコンピュータウイルスにより支配され、さらにロボット兵による人類への総攻撃が始まった。
生き残った人類はドクターKの呼びかけに応え、コリンスというバリアで守られたドーム状の要塞都市へと逃げ込み難を逃れることになった。
1年後、誰もいるはずがないコリンスの外側の世界を車で彷徨う若者が居た。その若者の名はディロン。
ディロンは砂漠で出会ったチンピラのジギーと共にコリンスに戻ってきたところを敵に攻撃されるが、スコット、フリン、サマーという3人のパワーレンジャーに助けられる。人並み外れたディロンの格闘能力に驚いたパワーレンジャーは彼を仲間に迎えようとするが、彼の体はヴェンジックスによりサイボーグ化されていた。

## 登場人物

### パワーレンジャー・RPM
掛け声は「RPM・Get In Gear（ゲット・イン・ギア）」（RPMはRacing Performance Machinesの略）。
スコット・トルーマン / レンジャーオペレーターシリーズレッド（ゴーオンレッド）
パワーレンジャーのリーダー。メイソン・トルーマンの息子であり、防衛軍チームイーグル・スカッドのパイロットだった。
兄のマーカスと共に出撃したところを敵に撃墜され、マーカスは戦死してしまい、かろうじて脱出したスコットはサマーに助け出され、バリアが稼動する直前にコリンスに戻ってきた。
父との確執があるが、パワーレンジャーのリーダーとしてそれを乗り越えようとしている。
フリン・マッキャリステア / レンジャーオペレーターシリーズブルー（ゴーオンブルー）
パワーレンジャーのサブリーダー。メカに強く、オリジナルの武器を開発することもあり、モットーは「シンプルメカニック」。
小さいころからヒーローになりたいと憧れ、正義感が強過ぎるために失敗を繰り返し、色々な職場を転々としてきた。
バリアーが稼動する直前、娘が取り残されているという母親の叫びを聞き、スクールバスで救出に行く。スコットランド出身で訛りがあり、正装としてスカートを着用することもある。
サマー・ランズダウン / レンジャーオペレーターシリーズイエロー（ゴーオンイエロー）
お嬢様として何不自由なく育ったが、ヴェンジックスの攻撃で全てを失いコリンスにやって来た。
お嬢様とはいえ、乗馬代わりにモトクロスをするなど行動力は抜群で、バリアーが稼動する直前、防衛軍の無線で撃墜されたパイロットが居ると知り、バイクでスコットを救出しに行く。
また、ディロンがレンジャーブラックになることを発案し、スコットとフリンを説得したのは彼女である。
ジギー・グローヴァー / レンジャーオペレーターシリーズグリーン（ゴーオングリーン）
かつてスコーピオン・カルテルというマフィアの一員であったが、ある出来事により組織から追われる身となっている。
コリンスの外へ逃げ出した後、ディロンと出会いコリンスに戻ってくる。
お調子者で格闘能力も低く、他のレンジャーからは全く相手にされていなかったが、ディロンがレンジャーブラックになる条件として仲間になり、次第にレンジャーとしての使命に目覚め、信頼を得ていく。
ドクターKからはいまいち信用されず、彼だけなかなか名前で呼んでもらえなかった。
ディロン / レンジャーオペレーターシリーズブラック（ゴーオンブラック）
記憶喪失のままコリンスの外の世界を彷徨ってところをジギーと出会いコリンスにやって来る。
ヴェンジックスにより体をサイボーグ化されているが、洗脳直前に脱走している。ヴェンジックス側からは、改造後に付けられたコードネーム「サブジェクト D-44」と呼ばれる。
当初はサイボーグの肉体を持つために、スパイの可能性を警戒されて防衛軍に拘束されるが、レンジャーイエローのピンチを救ったことからサマーの信頼を得て、レンジャーブラックに推薦される。
クールな性格で他のレンジャーたちとは距離を置いているが、ジギーのことは認めているようで、何度もジギーのピンチを救い、彼がレンジャーグリーンになった際にも唯一異議を唱えなかった。
生き別れになった妹を探しており、形見のオルゴール付き懐中時計を持っている。

#### 追加戦士（ゴーオンウイングス）
ジェム / レンジャーオペレーターシリーズゴールド（ゴーオンゴールド）
ジェマ / レンジャーオペレーターシリーズシルバー（ゴーオンシルバー）
双子のレンジャー。ドクターKと共にパワーレンジャーのテクノロジーを開発し、ヴェンジックスの攻撃からドクターKを守るために変身して出撃するが、爆発に巻き込まれ生死不明となっていた。後にドクターKと再会し、パワーレンジャーの一員になる。
二人とも作戦なしで無謀な攻撃をする癖があり、他のレンジャーは彼らの暴走を止めるのに苦労している。

### 仲間たち
ドクターK
パワーレンジャーの強化スーツや装備を開発した科学者。
第4話までは姿を現さず、Kと書かれたモニター越しにパワーレンジャーと連絡を取っていた。
当初はレンジャーたちを名前ではなく「レンジャーオペレーターシリーズ○○」と呼ぶなど、心を閉ざし人付き合いが下手な面がある。
レンジャースーツを「全身タイツのようだ」と言われることに対して怒りを露わにすることがある。
なお、ゾードが可愛らしい目をしていたり、変身する際に背後に炎が出たり、掛け声をかけなければいけないことに対して、レンジャーたちは若干不満を持っている。
メイソン・トルーマン大佐
スコットの父親にして防衛軍の指揮官だが、スコットとの関係は不安定で、ギクシャクしている。
ヒックス伍長
トルーマン大佐の片腕で優秀な軍人ではあるが、少し間抜けな面がある。
バスケス
トルーマン大佐付きの女性将校。第22話ではサマー、ジェマ、ドクターKと共に活躍する。

### その他
カルテル
コリンスの暗黒街を牛耳っている複数のマフィア組織で、ボスはフレズノ・ボブ。ある出来事がきっかけで、ジギーを追っている。
ヴェンジックスとは全く関係が無いが、ジギーを捕まえるなどの共通の目的がある場合は互いに協力し合うことがある。
アルファベットスープ
政府の秘密組織（シンクタンク）で、レンジャーテクノロジーの誕生に大きく関係しているが、ヴェンジックスの攻撃によって壊滅したため、背後関係、構成員、目的を含めて謎の組織になっている。

### 敵
ヴェンジックス（害地副大臣ヒラメキメデス→総裏大臣ヨゴシマクリタイン）
地球を支配するコンピュータウイルスで元々はドクターKがアルファベットスープから脱走するために生み出したもの。
中盤から行動するためのボディを作りロボットとしての姿でレンジャーたちの前に立ちはだかることになる。
最後はRPMによって爆死したがパワーレンジャービーストモーファーズでイーボックスとして生きてたことが判明する。
ジェネラル・シフター（害地大臣ヨゴシュタイン）
テナヤの策略でヴェンジックスの怒りを買って追放され、パワーレンジャーに倒された後、ボディをヴェンジックスの新たなボディとして利用される。
ジェネラル・クランチ（害気大臣キタネイダス）
あまり有能とは言えない幹部。テナヤからは馬鹿にされている。
テナヤ7→テナヤ15
原作における害水大臣ケガレシアに該当し、本作品オリジナルの女性幹部。戦闘の際には専用のバイザーを身に着ける。
手の部分を分離させることができるため、レンジャーの基地に容易に侵入したり、自らが捕らわれても、手を遠隔操作して逃げ出すことが出来る。
後にディロンの妹であることが明らかになるが、終盤で再度ヴェンジックスによって改造され、テナヤ15にパワーアップする。
キロバイト（掃除大臣キレイズキー）
冷酷な性格で長い間行方知れずになっていた。テナヤに対し見下した態度を取る。
アタックボッツ（蛮機獣）
ヴェンジックスが製作したものと幹部たちが製作したものが存在し、言語を話さないのが多いなど設定が原作と大きく異なる。また、原作では幹部として登場した危官房長官チラカソーネもアタックボッツの1体として登場する。
グラインダ（蛮機兵ウガッツ）
戦闘員。
ドローン（蛮ドーマ）
グラインダが操縦する戦闘機で、他にヴェンジックスが操縦する緑色の専用機が存在する。

## アイテム
セルシフトモーファー（ゴーフォン）
レッド・ブルー・イエローの変身携帯。
セルシフトモーファーホルダー（ゴーフォンホルダー）
玩具。セルシフトモーファー収納ホルダー。
ニトロブラスター（マンタンガン）
RPMレンジャーの銃。
エンジンセル（炎神ソウル）
RPMレンジャーの専用ソウル。
ニトロソード（マンタンガンロッドモード）
RPMレンジャーの棒。
RPMバックル（ソウルホルスター）
RPMレンジャーのホルスター。
ストリートセイバー（ロードサーベル）
レッドレンジャー専用の長剣。
ターボキャノン（ガレージランチャー）
ブルーレンジャー専用の巨大キャノン砲。
ジップチャージャー（レーシングバレット）
イエローレンジャーの専用武器。追尾機能がある他、ロードブラスターおよびRPMエンフォーサーの弾丸になる。
ロードブラスター（ハイウェイバスター）
ストリートセイバー、ターボキャノン、ジップチャージャーを合体させた大砲型武器。
レヴモーファー（シフトチェンジャー）
グリーンとブラックの変身ブレス。
ターボアックス（ブリッジアックス）
グリーンレンジャーが使用する巨大斧。
ロケットブラスター（カウルレーザー）
ブラックレンジャーが使用するレーザーガン。
ターボブラストモード（ジャンクションライフル）
ターボアックスとロケットブラスターを合体させたライフル砲。
RPMエンフォーサー（スーパーハイウェイバスター）
ロードブラスターとターボブラストモードを合体させた必殺武器。
スカイモーファー（ウイングトリガー）
ゴールドとシルバーの変身トリガー。
ブロウハチェット（ロケットブースター）
ゴールド、シルバーレンジャーの武器。
スカイシップレーザー（ウイングブースター）
スカイモーファーとブロウハチェットが合体銃。
ウィルブラスター（ハンドルブラスター）
コクピットの武器。
レールセイバー（カンカンバー）
最強武器。エンジンセル11、12で起動する。
レールブラスター（カンカンマンタンガン）
レールセイバーとエンジンセル10を装填したニトロブラスターを合体させた必殺武器。

## ゾード

### ゾードアタックビークル（炎神）
ゾードアタックビークルは動物をモチーフとした車両であり、その大きな視覚センサーはレンジャーたちから「アニメ風の眼に似ている」と言われている。レンジャーたちが召喚する際は、それぞれのレンジャーたちが操縦するゾードに応じたエンジンセル（原作での炎神ソウル）を挿入して起動および巨大化させる。
生命体だった原作の炎神とは違い、完全な機械で意思は持たず、喋らない。
しかし、『パワーレンジャー・スーパーメガフォース』にてターボファルコンゾードが意思を持っていることから、原作と同じように全てのゾードアタックビークルに意思があることが判明した。
イーグルレーサー（スピードル）
レンジャーレッドのゾード。タカ型の赤いレーシングカーで、飛行能力を備えている。エンジンセル1で起動する。ハイオクテインメガゾードに合体する際、胸部・頭部・腕部を変形する。劇中ではよく単に「イーグルゾード」と呼ばれる。
なお、原作のスピードルのモチーフはコンドルである。
ライオンハウラー（バスオン）
レンジャーブルーのゾード。ライオン型の青いバスで、屋根にレーザー砲を備えている。エンジンセル2で起動する。ハイオクテインメガゾードに合体する際には脚部に変形する。
ベアークローラー（ベアールV）
レンジャーイエローのゾード。クマ型の黄色のモンスタートラックで、噛み付き攻撃を行う。エンジンセル3で起動する。ハイオクテインメガゾードに合体する際には腰部に変形し、車輪部は盾となる。
テイルスピナー（バルカ）
レンジャーグリーンのゾード。サメ型の緑色のバイクで、旋回攻撃を行う。エンジンセル4で起動する。バルブマックスメガゾードやゼニスメガゾードに合体する際には左腕の剣となる。また、ハイオクテインメガゾードの左腕にも合体可能である。
鼻先やひれの形状が実際のサメとは異なるが、これは原作のバルカがシャチ（オルカ）をモチーフとしているためである。
ウルフクルーザー（ガンパード）
レンジャーブラックのゾード。オオカミ型の黒いパトカーで、鼻先からレーザー攻撃を行う。エンジンセル5で起動する。バルブマックスメガゾードとゼニスメガゾードに合体する際には右腕の銃となる。また、ハイオクテインメガゾードの右腕にも合体可能である。
なお、原作のガンパードのモチーフはシェパードである。
クロコダイルキャリアー（キャリゲーター）
ワニ型のオレンジ色をした18輪トレーラーで、略して「クロックキャリアー」と呼ばれる。他のゾードを運搬し、空中に射出することができる。遠隔操縦型のゾードであり、エンジンセル6のキーはレンジャーグリーンとブラックが半分ずつ持っている。本機を正しく起動させるためには、入手困難なフラックス・オーバースラスター・コア・リアクターが必要だった。バルブマックスメガゾードに合体する際には胴体・頭部・脚部へと変形し、ゼニスメガゾードでは両足となる。
ルースターコプター（トリプター）
レンジャーゴールドのゾード。ハヤブサ型の金色をしたヘリコプターで、ビーム砲による速射攻撃を行う。エンジンセル7で起動する。レンジャーたちからはハヤブサよりニワトリに似ていると思われているが、これは原作のトリプターがニワトリをモチーフとしているためである。
タイガージェット（ジェットラス）
レンジャーシルバーのゾード。トラ型の銀色のジェット戦闘機で、口部から破壊エネルギーを放つ。エンジンセル8で起動する。
ホエールゾード （ジャン・ボエール）
レンジャーゴールドとシルバーの第2のゾード。クジラ型の紺色をした旅客機で、ジェットモードに変形可能である。エンジンセル9で起動する。元々はヴェンジックスが破壊兵器として造ったものだったが、ドクターKによって再プログラムされた。
パレオゾーズ （古代炎神）
ドクターKがアルファベットスープに在籍していたころに造った、古代生物をモチーフとした3機の列車ゾード。コリンスの軍が誤って解放してしまったが、ドクターが調整を完了したことでレンジャーレッドによる操縦が可能になった。
マンモス（キシャモス）
先頭車両。マンモス型の緋色をした蒸気機関車で、エンジンセル10で起動する。パレオマックスメガゾードに合体する際には胸部・頭部・腕部に変形する。
Tレックス（ティライン）
第2車両。ティラノサウルス型の白い新幹線で、エンジンセル11で起動する。パレオマックスメガゾードに合体する際には左脚に変形する。
トリケラトプス（ケライン）
第3車両。トリケラトプス型の水色をした新幹線で、エンジンセル12で起動する。パレオマックスメガゾードに合体する際には右脚に変形する。
ロードアタックゾード（ゴローダーGT）
レンジャーオペレーターたちの車輪型ロボット。ゾードアタックビークル用のエンジンセルで、等身大の車輪または戦士形態になる。専用のエンジンセルを使えばメガゾードに匹敵する大きさとなる。戦士形態は非常に素早く、敵の反撃をかわしつつ格闘で戦う。元々は「自律戦闘兵器」としてフリンが造ったものだったが、後に彼とジェマが改良したことで完全な性能を発揮するようになった。他のゾード用のエンジンセルを使った場合（当初はエンジンセル1しか作動しなかったが）、セルの力を使い果たしてしまうためゾードの巨大化ができなくなる。

### メガゾード（炎神合体巨人）
ハイオクテインメガゾード（エンジンオー）
イーグルレーサー・ライオンハウラー・ベアークローラーが合体した形態。主要パイロットはレンジャーオペレーターレッド・ブルー・イエローで、腕に他のゾードが合体する場合はその操縦者が加わる。ベアークローラーのシャーシを盾として装備し、高速で接近した状態でスーパーセイバーで斬りつけて敵を倒す。攻撃・防御・俊敏のバランスと汎用性が優れている。さらなる合体フォーメーションの基本形である。
- テイルスピナーと合体（エンジンオーバルカ）:左腕に、テイルスピナーが旋回する刃となって合体した形態。強力な斬撃を放つ。
- ウルフクルーザーと合体（エンジンオーガンパード）:右腕に、ウルフクルーザーが火砲となって合体した形態。強力な砲撃を放つ。
- ファルコンコプター・タイガージェットと合体（エンジンオージェットリプター）:両腕に、ファルコンコプターとタイガージェットが合体した形態。ファルコンのプロペラを武器として使うことができる。必殺技は、両腕で弓矢を形成して放つ光の矢。
- タイガージェットと合体（エンジンオージェットラス）:左腕に、タイガージェットが合体した形態。スーパーセイバーを矢のように放つ弓となる。

バルブマックスメガゾード（ガンバルオー）
クロックキャリアーが胴体となり、テイルスピナーとウルフクルーザーが両腕として合体した形態。パイロットはレンジャーオペレーターグリーンとブラック。両腕で斬撃を放った後にクロックキャリアーの噛み付きで止めを刺す。攻撃と速度が優れているが、防御は劣っている。
- ファルコンコプターと合体（ガンバルオートリプター）:テイルスピナーをファルコンコプターと交換した、砲撃に特化した形態。

ゼニスメガゾード（エンジンオーG6）
2つ目のフラックス・オーバースラスターによって誕生した形態。ハイオクテインメガゾードの両腕にテイルスピナーとウルフクルーザーが合体し、クロックキャリアーが足となる。ホイールブラスターを使って6体のゾードの分身を放つ。
マッハメガゾード（セイクウオー）
ホエールゾードが胴体となり、ファルコンコプターとタイガージェットが両腕として合体した形態。パイロットはレンジャーオペレーターゴールドとシルバー。3体の航空機型ゾードが合体しているため、自由に飛行することができ、速度も向上している。ファルコンは弾丸を撃ち、タイガーはクロスボウとなる。ホエールの口から取り出した矢を両腕の弓で打ち出す。攻撃と防御は劣っているが、俊敏が優れている。実体化したヴェンジックスによって消去されてしまったが、『パワーレンジャー・サムライ』では修復されていた。
- テイルスピナーと合体（セイクウオーバルカ）:ファルコンコプターをテイルスピナーと交換し、斬撃を可能とした形態。

スカイレブメガゾード（エンジンオーG9）
ゼニスメガゾードの両肩にファルコンコプターとタイガージェットが載り、背中にホエールゾードが合体して飛行可能となった形態。パイロットはレンジャーオペレーター7人。ホイールブラスターとスカイシフトブレイザーを使って9体のゾードの分身を放ち、レーストラックの上を走らせて敵に命中させる。『パワーレンジャー・サムライ』ではプロフェッサー・コグと対戦したが、敗北した。
パレオマックスメガゾード（キョウレツオー）
マンモスパレオゾードが胴体となり、Tレックスが右脚、トリケラが左脚となった形態。非常に強力であり、マンモスの鼻からはマグマをも凍らせる冷気を放つ。最初にヴェンジックスに消去されたメガゾードであり、戦いの終結後に修復されたのかは不明である。攻撃と防御は優れているが、俊敏は劣っている。
RPMウルトラゾード（エンジンオーG12）
12体のゾード全てが合体した形態。ジェネラル・シフターのアタックボットを止めるため、テナヤ7がドクターKに渡したコードの中から合体データが発見された。その巨体と高出力ゆえに、多くのアタックボットをたやすく壊してきた。ホイールブラスターとスカイシフトブレイザーを使って4体のメガゾードの分身に攻撃させ、本体が燃え上がりながら高速で体当たりして止めを刺す。

## キャスト

### レギュラー・準レギュラー
- スコット・トルーマン / レンジャーオペレーターシリーズレッド：エカ・ダーヴィル
- フリン・マッキャリステア / レンジャーオペレーターシリーズブルー：アリ・ボイランド
- サマー・ランズダウン / レンジャーオペレーターシリーズイエロー：ローズ・マクアイヴァー
- ジギー・グローヴァー / レンジャーオペレーターシリーズグリーン：ミロ・コーソーン
- ディロン / レンジャーオペレーターシリーズブラック：ダニエル・ユーイング
- ジェム / レンジャーオペレーターシリーズゴールド：マイク・ギン
- ジェマ / レンジャーオペレーターシリーズシルバー：リ・ミン・フー
- ドクターK：オリビア・テネット（第4話までは声のみ）
- メイソン・トルーマン：ジェームズ・ゲイリン
- バスケス / ラジオの声：ミア・コウニング
- ヴェンジックスの声：アンドリュー・ラング
- ジェネラル・シフターの声：マーク・ミチンソン
- ジェネラル・クランチの声：チャーリー・マクダーモット
- テナヤ7：アデレード・ケイン

ジギー役のミロ・コーソーンとドクターK役のオリビア・テネットは、本作での共演前後から交際し、2013年6月に結婚したが、2016年6月に離婚している。

### スーツアクター
- レンジャーオペレーターシリーズレッド[11]、ジェム（スタント）[12]、ヴェンジックス[13] - 岩上弘数
- レンジャーオペレーターシリーズブルー[11]、 ジェネラル・シフター[12]、 グラインダ[12]- 安藤道泰
- レンジャーオペレーターシリーズイエロー[11]、レンジャーオペレーターシリーズシルバー （変身前のスタントも担当）[12]- 山下純
- レンジャーオペレーターシリーズグリーン[14]、グラインダ[12] - 猪又浩之
- レンジャーオペレーターシリーズグリーン- 稲留正樹
- レンジャーオペレーターシリーズブラック[15]、 グラインダ[12]- 本間崇寛
- レンジャーオペレーターシリーズブラック、レンジャーオペレーターシリーズゴールド[16] - 大西雅樹
- レンジャーオペレーターシリーズシルバー[17] - 砂押裕美
- レンジャーオペレーターシリーズシルバー、テナヤ7（スタントダブル）[18] - 梛野素子
- その他- 川本耕史

## スタッフ
- 製作総指揮：坂本浩一、エディ・ガゼリアン（第18話まで）、ジャド・リン（第7話から）
- プロデューサー：サリー・キャンベル
- 共同プロデューサー：ジャッキー・マーチャンド（第15話まで）
- ストーリーエディター：ジョン・テリジェン
- 撮影監督：ニール・セルバン
- 音楽：リー・ロバーツ、ウェイン・ジョーンズ、ウィリアム・サリバン
- セカンドユニット撮影監督：レワ・ハーレ
- セカンドユニット監督：小原健
- スタント・コーディネーター：マーク・ハリス、横山和博[19]
- 原作：八手三郎、東映
- 制作：ルネサンス・アトランティック・エンターテイメント、東映、レンジャー・プロダクションズ、JETIX
- 製作著作：BVSエンターテイメント、BVSインターナショナル

## 放映リスト
| 話数 | サブタイトル               | 監督                     | 脚本                     |
| ---- | -------------------------- | ------------------------ | ------------------------ |
| 1    | The Road to Corinth        | マイク・スミス           | エディ・ガゼリアン       |
| 2    | Fade to Black              | マイク・スミス           | エディ・ガゼリアン       |
| 3    | Rain                       | マイク・スミス           | エディ・ガゼリアン       |
| 4    | Go For the Green           | ジョナサン・ブラフ       | ジャッキー・マーチャンド |
| 5    | Handshake                  | ジョナサン・ブラフ       | ジョン・テリジェン       |
| 6    | Ranger Green               | ジョナサン・ブラフ       | エディ・ガゼリアン       |
| 7    | Ranger Red                 | バネッサ・アレクサンダー | ジョン・テリジェン       |
| 8    | Ranger Yellow Part 1       | バネッサ・アレクサンダー | ジャッキー・マーチャンド |
| 9    | Ranger Yellow Part 2       | バネッサ・アレクサンダー | ジャッキー・マーチャンド |
| 10   | Ranger Blue                | チャーリー・ハスケル     | マデリーン・パクソン     |
| 11   | Doctor K                   | チャーリー・ハスケル     | マット・ネグレータ       |
| 12   | Blitz                      | チャーリー・ハスケル     | エディ・ガゼリアン       |
| 13   | Brother's Keeper           | ジョナサン・ブラフ       | ジョン・テリジェン       |
| 14   | Embodied                   | ジョナサン・ブラフ       | エディ・ガゼリアン       |
| 15   | Ghosts                     | ジョナサン・ブラフ       | エディ・ガゼリアン       |
| 16   | In or Out                  | マイク・スミス           | ジョン・テリジェン       |
| 17   | Prisoners                  | マイク・スミス           | マデリーン・パクソン     |
| 18   | Belly of the Beast         | マイク・スミス           | マット・ネグレータ       |
| 19   | Three's A Crowd            | ピーター・サルモン       | ジョン・テリジェン       |
| 20   | Heroes Among Us            | ピーター・サルモン       | ジャド・リン             |
| 21   | Not So Simple              | ピーター・サルモン       | マット・ネグレータ       |
| 22   | The Dome Dolls             | マイク・スミス           | ジョン・テリジェン       |
| 23   | And... Action              | マイク・スミス           | ジャド・リン             |
| 24   | Ancient History            | マイク・スミス           | ジョン・テリジェン       |
| 25   | Key to the Past            | マイク・スミス           | ジェフリー・ニューマン   |
| 26   | Beyond a Doubt             | チャーリー・ハスケル     | ジャド・リン             |
| 27   | Control - Alt - Delete     | チャーリー・ハスケル     | デヴィッド・ガーバー     |
| 28   | Run Ziggy Run              | チャーリー・ハスケル     | ジョン・テリジェン       |
| 29   | If Venjix Won              | チャーリー・ハスケル     | ティファニー・ルイ       |
| 30   | End Game                   | マイク・スミス           | ジョン・テリジェン       |
| 31   | Danger and Destiny Part I  | マイク・スミス           | ジャド・リン             |
| 32   | Danger and Destiny Part II | マイク・スミス           | ジャド・リン             |

※第23話はジギーが特撮などの舞台裏やNG集を紹介する特別編である。